# Кассандр (Мурон Адольф)
Касса́ндр (фр. Cassandre), справжнє ім'я Адольф Жан-Марі Муро́н (фр. Adolphe Jean Marie Mouron; *24 січня 1901, Харків, Україна — †19 червня 1968, Париж, Франція) — французький живописець українського походження, театральний художник, плакатист. Творець логотипу французької марки одягу Yves Saint Laurent.

## Біографія
Народився у Харкові в родині емігрантів з Франції. З початком Першої Світової війни переїздить з батьками у Францію, у 1915 році вони оселюються у Парижі.
Навчався у паризькій Школі образотворчого мистецтва, Академії Жуліана. Брав участь у Другій Світовій війні. Повернувшись додому, він пережив складний період життєвих та творчих пошуків. Навчаючись живопису, працював у типографіях. В 1922 з'являється його псевдонім «Кассандр». В 1923 значна за розміром композиція «Le Bucheron» приносить йому успіх і вигідні контракти.

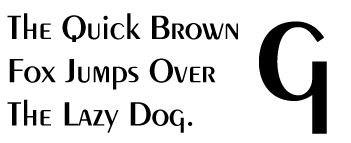
Кассандр. Гарнітура Пеньйо

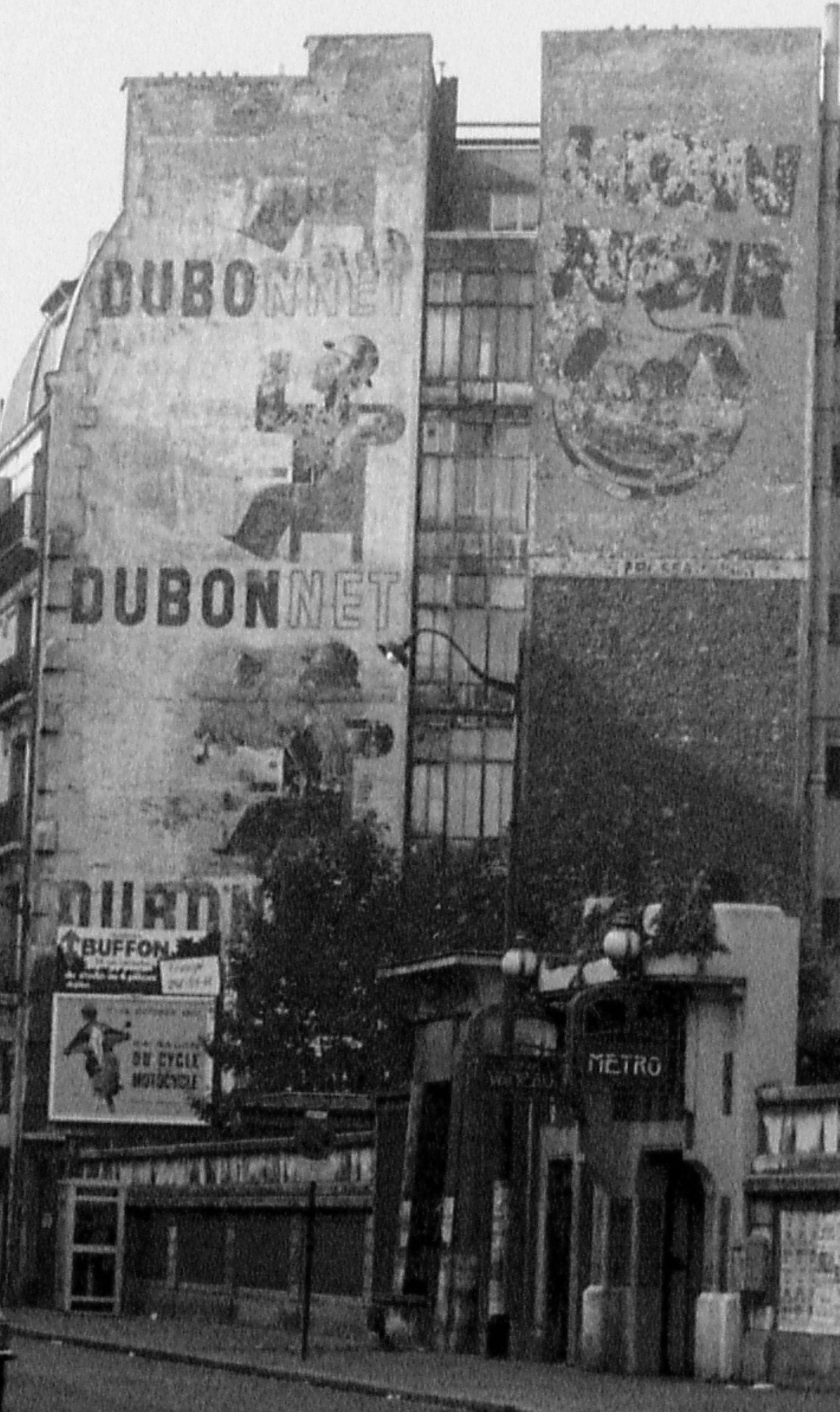
Один з його рекламних плакатів, фото 1977, Париж

У цей період художник багато роздумує на тему «мистецтво й глядач». Плакат бачиться йому чи не єдиним способом тісного зв'язку митця й суспільства.
Ці роздуми знаходять своє відображення у втіленні у творах ідей простору та руху й швидкості. Його плакати стають динамічними й експресивними. Кассандр створює плакати для транспорту, зокрема залізниць.
1930 року як відомого митця Кассандра приймають до Спілки сучасних художників Франції. Він стає професором графічної реклами в Школі декоративного мистецтва, а потім у Школі графічного мистецтва.
На початку 1930-х років, одержавши вигідні контракти, працював у США, де створив серію плакатів для автомобільної фірми «Форд».
1939 повернувся в Париж, де упродовж трьох десятиліть створив серію робіт для балетних та театральних спектаклів (Гранд-Опера, Театр на Єлисейських полях, Франс-комеді).
1950 року відзначалось 25-річчя творчості Кассандра (у паризькому Музеї декоративного мистецтва).
В 1963 році Кассандр створив логотип відомої французької марки одягу Yves Saint Laurent.
Касандр — один із засновників Союзу графіків Франції.
Вважається, що Кассандр зробив надзвичайний вплив на розвиток плакатного мистецтва першої половини XX століття. Роботи майстра привертають до себе увагу, асоціюються з ідеями прогресу та технічних змін. Митець використовував засіб кінокадрів, надаючи зображенню динаміки, руху… «Живопис — не самоціль, а плакат — всього лише засіб зв'язку між комерсантом та публікою, щось ніби як телеграф. Плакат грає роль телеграфіста: послання не йдуть від нього безпосередньо, він лише передає їх; ніхто не запитує його думку, від нього вимагають лише встановити ясний, міцний і чіткий зв'язок», — вважав художник.
В останні роки життя митець переживав творчий спад, що й привело його до самогубства.